# USS Black (DD-666)
USS Black (DD-666) là một tàu khu trục lớp Fletcher được Hải quân Hoa Kỳ chế tạo trong Chiến tranh Thế giới thứ hai. Nó là chiếc tàu chiến duy nhất của Hải quân Mỹ được đặt theo tên Thiếu tá Hải quân Hugh David Black (1903–1942), người tử trận khi tàu khu trục Jacob Jones bị tàu ngầm U-boat Đức Quốc xã đánh chìm tại Đại Tây Dương năm 1942. Nó hoạt động cho đến hết Thế Chiến II, ngừng hoạt động một thời gian ngắn, rồi tiếp tục phục vụ trong Chiến tranh Triều Tiên và Chiến tranh Việt Nam, cho đến khi xuất biên chế năm 1946, và bị bán để tháo dỡ năm 1971. Black được tặng thưởng sáu Ngôi sao Chiến trận do thành tích phục vụ trong Thế Chiến II, và thêm hai Ngôi sao Chiến trận khác khi hoạt động tại Triều Tiên.

## Thiết kế và chế tạo
Black được đặt lườn tại xưởng tàu của hãng Federal Shipbuilding and Dry Dock Co. ở Kearny, New Jersey vào ngày 14 tháng 11 năm 1942. Nó được hạ thủy vào ngày 28 tháng 3 năm 1943; được đỡ đầu bởi bà Hugh D. Black, vợ góa Thiếu tá Black; và nhập biên chế vào ngày 21 tháng 5 năm 1943 dưới quyền chỉ huy của Hạm trưởng, Thiếu tá Hải quân J. Maginnis.

## Lịch sử hoạt động

### Thế Chiến II
Black lên đường đi Trân Châu Cảng ngang qua San Diego, California, và trình diện để phục vụ cùng Hạm đội Thái Bình Dương vào ngày 15 tháng 11 năm 1943. Nó khởi hành đi sang đảo san hô Tarawa không lâu sau đó, nơi nó được phân nhiệm vụ hộ tống ngoài khơi lối ra vào vũng biển Tarawa, làm nhiệm vụ này cho đến ngày 22 tháng 1 năm 1944, xen kẽ với những chuyến đi hộ tống vận tải. Vào ngày 15 tháng 1 năm 1944, con tàu đã cứu vớt 22 người sống sót từ hai chiếc máy bay tuần tra bị rơi cách 50 mi (80 km) về phía Nam Jaluit.
Black tiếp tục tham gia các hoạt động: chiếm đóng đảo san hô Majuro, quần đảo Marshall từ ngày 29 tháng 1 đến ngày 8 tháng 2 năm 1944; đổ bộ lên Aitape và Hollandia, New Guinea từ ngày 22 tháng 4 đến ngày 7 tháng 5; tấn công Saipan từ ngày 11 tháng 6 đến ngày 4 tháng 7; chiếm đóng Guam từ ngày 21 tháng 7 đến ngày 10 tháng 8; đổ bộ lên Leyte trong các ngày 20 - 21 tháng 10 và 13 - 14 tháng 11. Sau đó chiếc tàu khu trục quay trở về San Francisco, California để sửa chữa, kéo dài cho đến tháng 2 năm 1945.
Sau khi hoàn tất sửa chữa, Black lên đường đi Ulithi, đến nơi vào ngày 13 tháng 3, nơi nó trình diện để pphục vụ cùng Lực lượng Đặc nhiệm 58. Từ ngày 17 tháng 3 đến ngày 30 tháng 5, nó tham gia các cuộc không kích do Đệ Ngũ hạm đội, rồi của Đệ Tam hạm đội tiến hành nhằm hỗ trợ cho Trận Okinawa. Sau một giai đoạn nghỉ ngơi tại vịnh Leyte, nó lại tiếp tục tham gia các cuộc không kích của Đệ Tam hạm đội xuống chính quốc Nhật Bản từ ngày 10 tháng 7 đến ngày 15 tháng 8, khi Nhật Bản đầu hàng kết thúc cuộc xung đột.
Black tiếp tục ở lại vùng biển Nhật Bản hỗ trợ hoạt động chiếm đóng cho đến ngày 1 tháng 9, khi nó lên đường trong thành phần Lực lượng Đặc nhiệm 72 đưa lực lượng chiếm đóng đi sang Inchon, Triều Tiên. Nó hoàn tất nhiệm vụ chiếm đóng tại Viễn Đông vào ngày 10 tháng 11, khi nó rời Thanh Đảo, Trung Quốc để quay trở về Hoa Kỳ. Con tàu được cho xuất biên chế và đưa về thành phần dự bị tại Long Beach, California vào ngày 5 tháng 8 năm 1946.

### 1951-1969
Black được cho nhập biên chế trở lại vào ngày 18 tháng 7 năm 1951 và trình diện để phục vụ cùng Hạm đội Đại Tây Dương. Nó tham gia các cuộc thực tập huấn luyện dọc theo vùng bờ Đông và vùng biển Caribe cho đến ngày 10 tháng 1 năm 1953, khi nó rời Norfolk, Virginia để đi sang khu vực Thái Bình Dương ngang qua kênh đào Panama cho một chuyến đi vòng quanh thế giới. Con tàu đi đến ngoài khơi bờ biển Triều Tiên vào ngày 4 tháng 3, tiến hành bắn phá quấy rối bờ biển hai ngày sau đó, và tiếp tục các hoạt động trong Chiến tranh Triều Tiên cho đến ngày 4 tháng 6. Nó lên đường quay trở về nhà vào ngày 9 tháng 6, băng qua kênh đào Suez và về đến Norfolk vào ngày 6 tháng 8. Cho đến tháng 1 năm 1955, chiếc tàu khu trục tiến hành huấn luyện, hoạt động cùng hạm đội và làm nhiệm vụ canh phòng máy bay cho tàu sân bay dọc theo vùng bờ Đông và vùng biển Caribe. Nó được điều động sang Hạm đội Thái Bình Dương, và đi đến Long Beach, California vào ngày 26 tháng 1.
Trong một thập niên rưỡi tiếp theo, Black thường xuyên được bố trí sang khu vực Tây Thái Bình Dương như một đơn vị thuộc Đệ Thất hạm đội, phục vụ hộ tống cho các tàu sân bay, thực hành chống tàu ngầm, tuần tra tại eo biển Đài Loan và viếng thăm các cảng tại Đông Á và Đông Nam Á. Từ đầu năm 1965, những lượt bố trí sang Viễn Đông còn được tăng cường các nhiệm vụ trong cuộc Chiến tranh Việt Nam, bao gồm tham gia các cuộc tuần tra ven biển và can thiệp trong Chiến dịch Market Time, bắn hải pháo hỗ trợ cho lực lượng trên bộ, và hộ tống các tàu sân bay khi chúng không kích các mục tiêu tại Bắc Việt Nam.
Sau lượt phục vụ cuối cùng tại nước ngoài vào tháng 7 năm 1969, Black được cho xuất biên chế vào cuối tháng 9 năm 1969 và bị bán để tháo dỡ vào tháng 2 năm 1971.

## Phần thưởng
Black được tặng thưởng sáu Ngôi sao Chiến trận do thành tích phục vụ trong Thế Chiến II, và thêm hai Ngôi sao Chiến trận khác khi hoạt động trong Chiến tranh Triều Tiên.